# Želví grafika

Spirála nakreslená želví grafikou

Želví grafika je termín v počítačové grafice, který zastupuje vektorovou grafiku, kreslenou pomocí virtuálního kurzoru (želvy) nad kartézskou soustavou souřadnic. Kurzor je ovládán příkazy pro posun nebo otočení.
Želví grafika je základním prvkem programovacího jazyka LOGO.

## Princip vykreslování
Želva má následující vlastnosti:

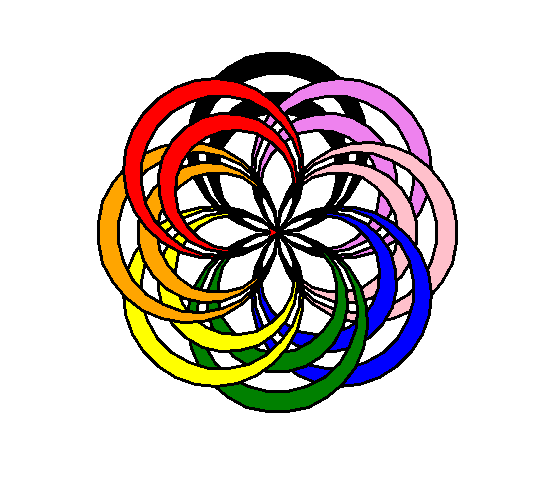

- poloha (v kartézské soustavě souřadnic),
- orientace (směr pohledu želvy),
- štětec, pomocí kterého želva kreslí (štětec má další parametry jako barvu a tloušťku).

Želva je ovládána následujícími příkazy:
- „Pohni se vpřed“,
- „Otoč se“,
- „Vezmi si jiný štětec“.

Součástí příkazů jsou i konkrétní hodnoty, o kolik se má želva posunout nebo o jaký úhel a podél jaké osy.